# Droga międzynarodowa T8
Droga międzynarodowa T8 – byłe oznaczenie drogi w Polsce, prowadzącej od Pniew przez Kwilcz i Gorzyń do Skwierzyny. Znajdowała się w województwach gorzowskim i poznańskim.
Droga T8 stanowiła połączenie drogi międzynarodowej E8 z drogą międzynarodową E14. Istniała od II połowy lat 60. do lat 80. XX wieku. Została wyodrębniona z przebiegu dawnej drogi państwowej nr 17. Oznaczenie T8 zostało zniesione wraz z reformą sieci drogowej w lutym 1986 roku. Od tamtej pory śladem dawnej trasy biegnie droga krajowa nr 24.

## Historyczny przebieg T8
- województwo poznańskie

- Pniewy  17  E8 
- Kwilcz

- województwo gorzowskie

- Gorzyń
- Przytoczna
- Skwierzyna  46  E14   17 